# Maniola marinigrans
Maniola marinigrans är en fjärilsart som beskrevs av Ruggero Verity 1937. Maniola marinigrans ingår i släktet Maniola och familjen praktfjärilar. Inga underarter finns listade i Catalogue of Life.